# Mariánské náměstí (Praha)
Mariánské náměstí je prostranství s významnými veřejnými budovami, které se nachází v centru Prahy v městské části Praha 1 na Starém Městě.

## Historie
Současný název nese náměstí od 19. století, je odvozen od zaniklého středověkého kostela Panny Marie Na Louži. Původně stávala v těchto místech osada Na Louži, podle níž se pak jmenovalo i náměstí. Vedle toho bylo náměstí nazýváno také Ryneček u Matky Boží na Louži, Plac Matky Boží nebo Mariánský plácek. V letech 1952–1990 neslo název Náměstí primátora dr. Václava Vacka podle komunistického politika Václava Vacka (1877–1960).

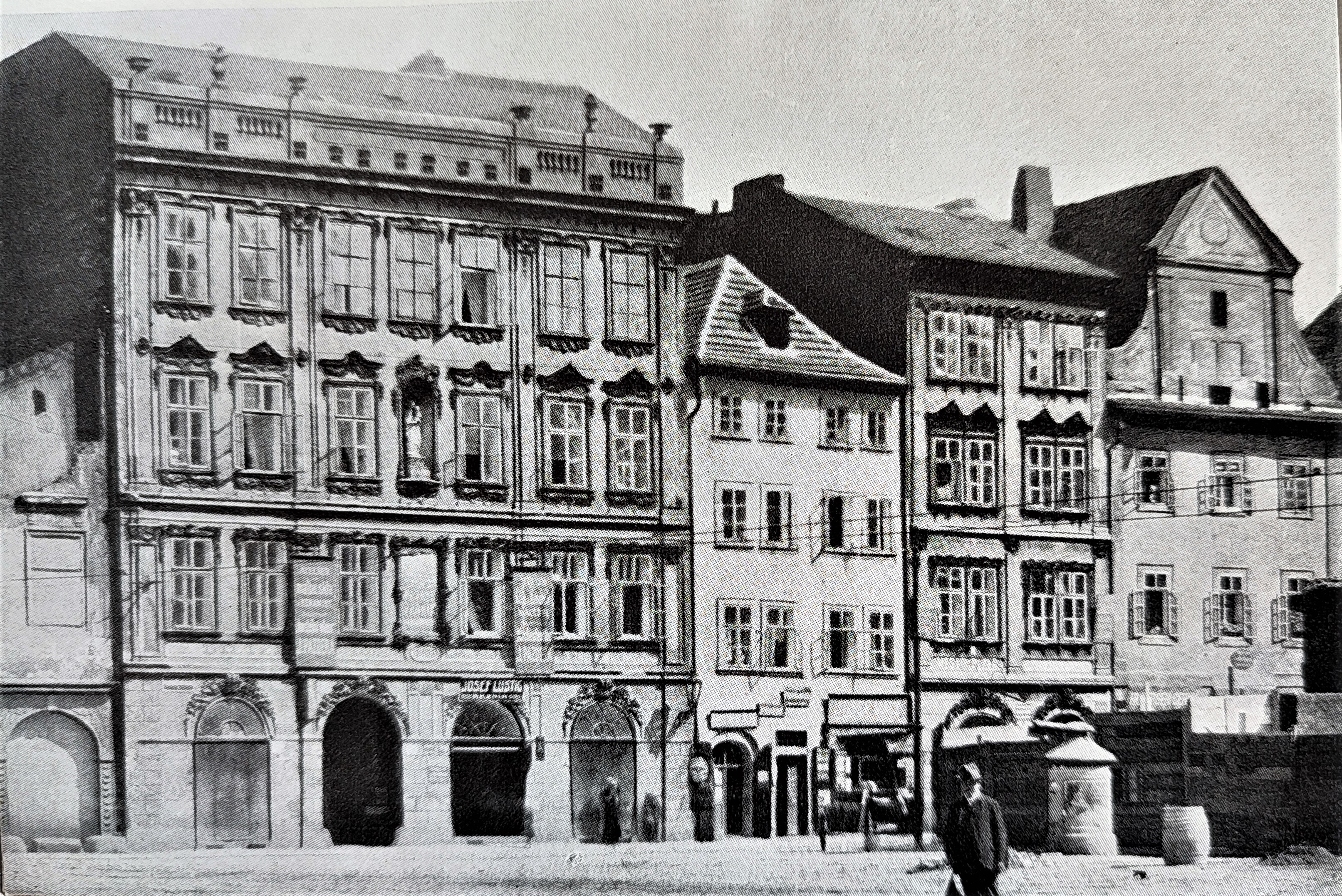
Severní fronta domů čp. 101/, 103/I, 105/I, 107/I a 109/I před asanací

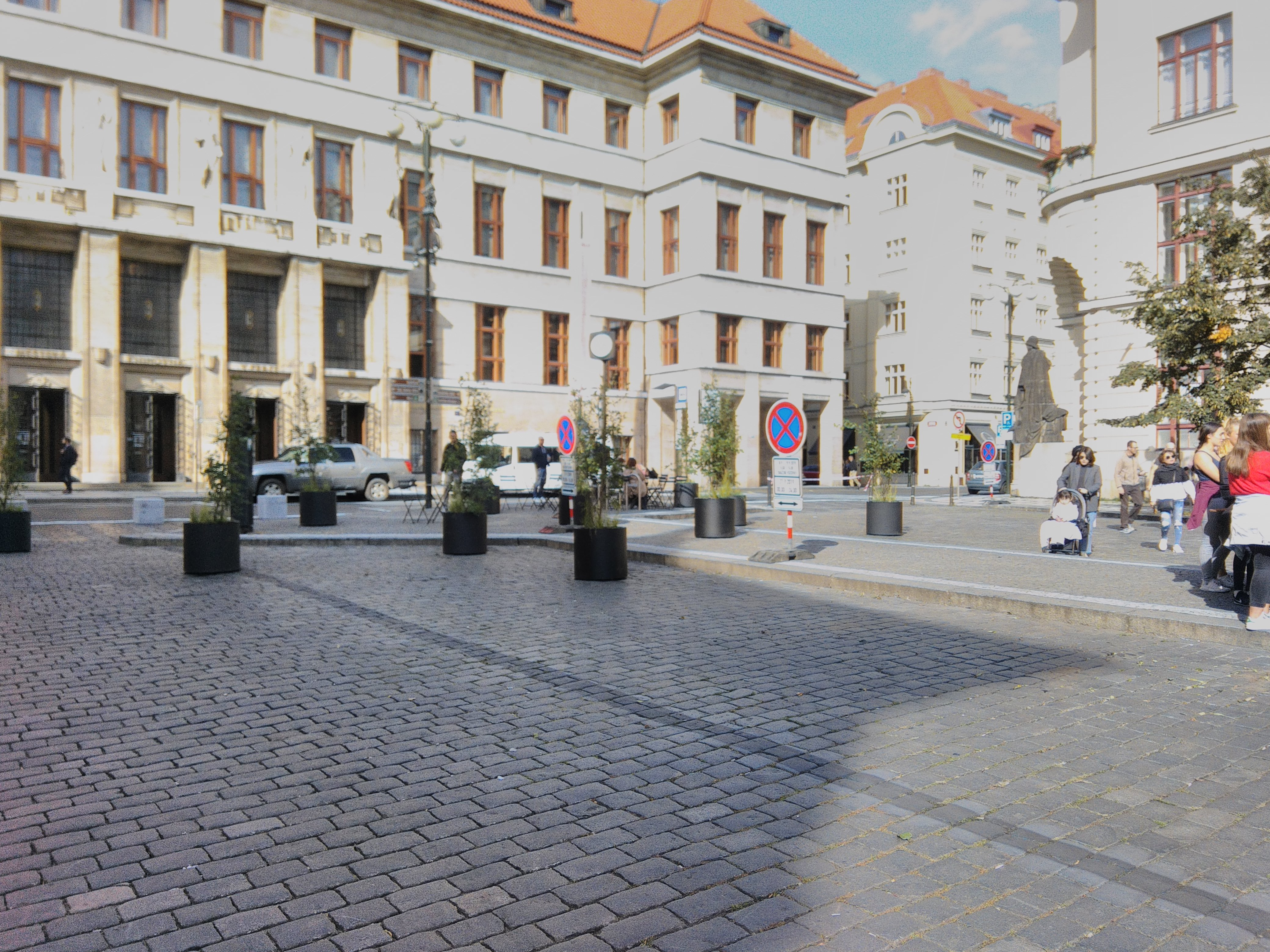
Severní fronta náměstí s Městskou knihovnou, po úpravě na pěší zónu (2019)

Koncem 19. století byla při asanaci zbořena celá severní a východní strany náměstí, od severu to bylo pět řadových domů se zahradou, uprostřed zrušený středověký kostel sv. Linharta s dvorcem U černého orla (které tvořily špalíček uprostřed náměstí) a kostel Panny Marie na louži s bývalou farou a školou, jež byly po zrušení od poloviny 19. století užívány jako Ringhofferova kotlárna.  Mezi zaniklými domy dva sloužily jako továrna na kamna a keramiku  Václava Jana Sommerschuha. 
Od poloviny 20. století náměstí sloužilo především jako parkoviště. V roce 2019 Rada hlavního města Prahy a MČ Praha 1 daly vypracovat architektonickému studiu Xtopix návrh na obytné využívání střední plochy náměstí s omezením automobilové dopravy. Během let 2019 -2020 byly na upravené ostrůvky chodníku rozmístěny zahradní židle a stolky, lemované kontejnery s mobilní zelení, které jsou hojně využívány.Náměstí funguje v režimu pěší zóny, bez zaparkovaných aut, se stromy a s mobiliářem.

## Objekty

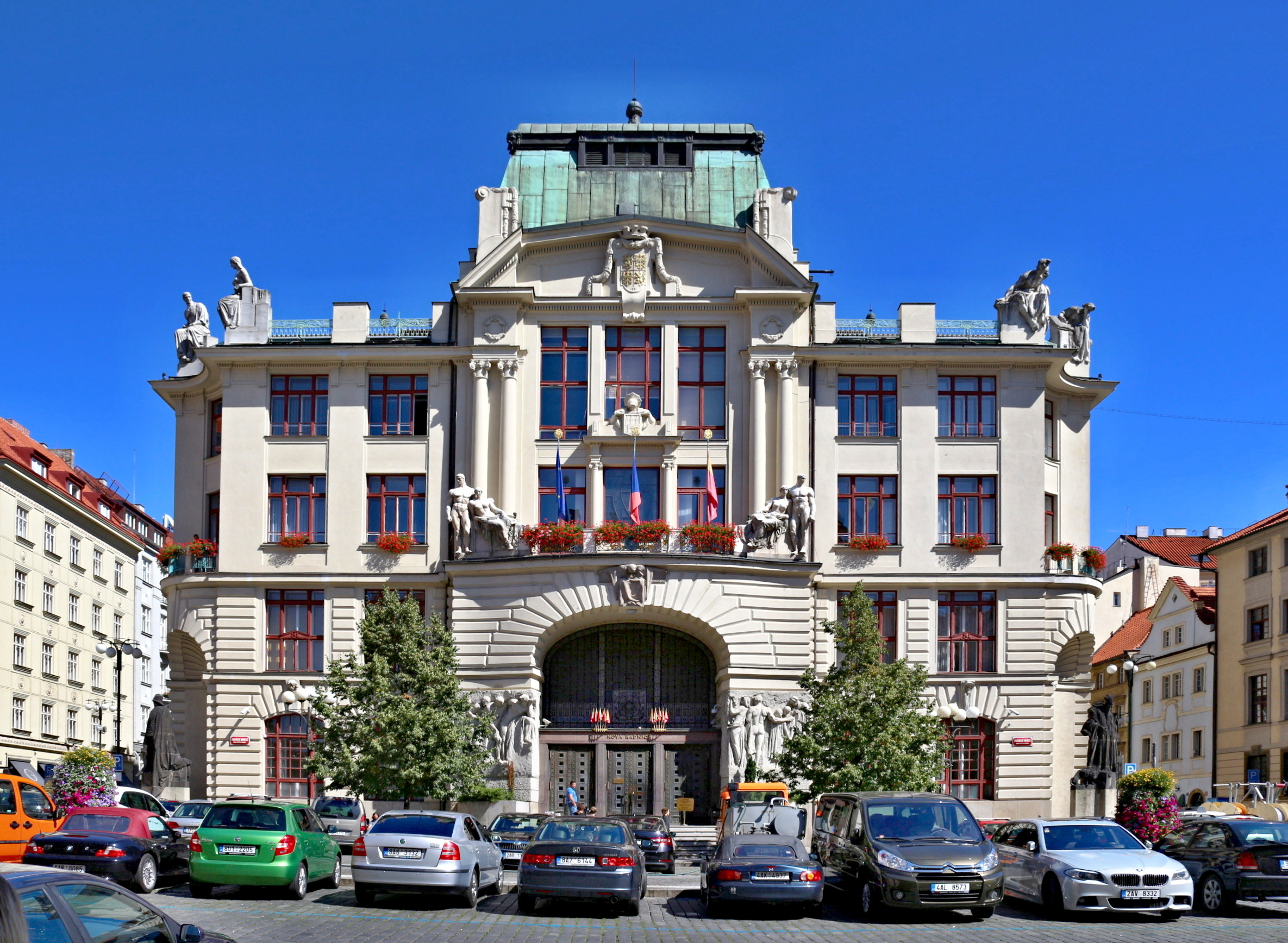
Hlavní budova pražského magistrátu

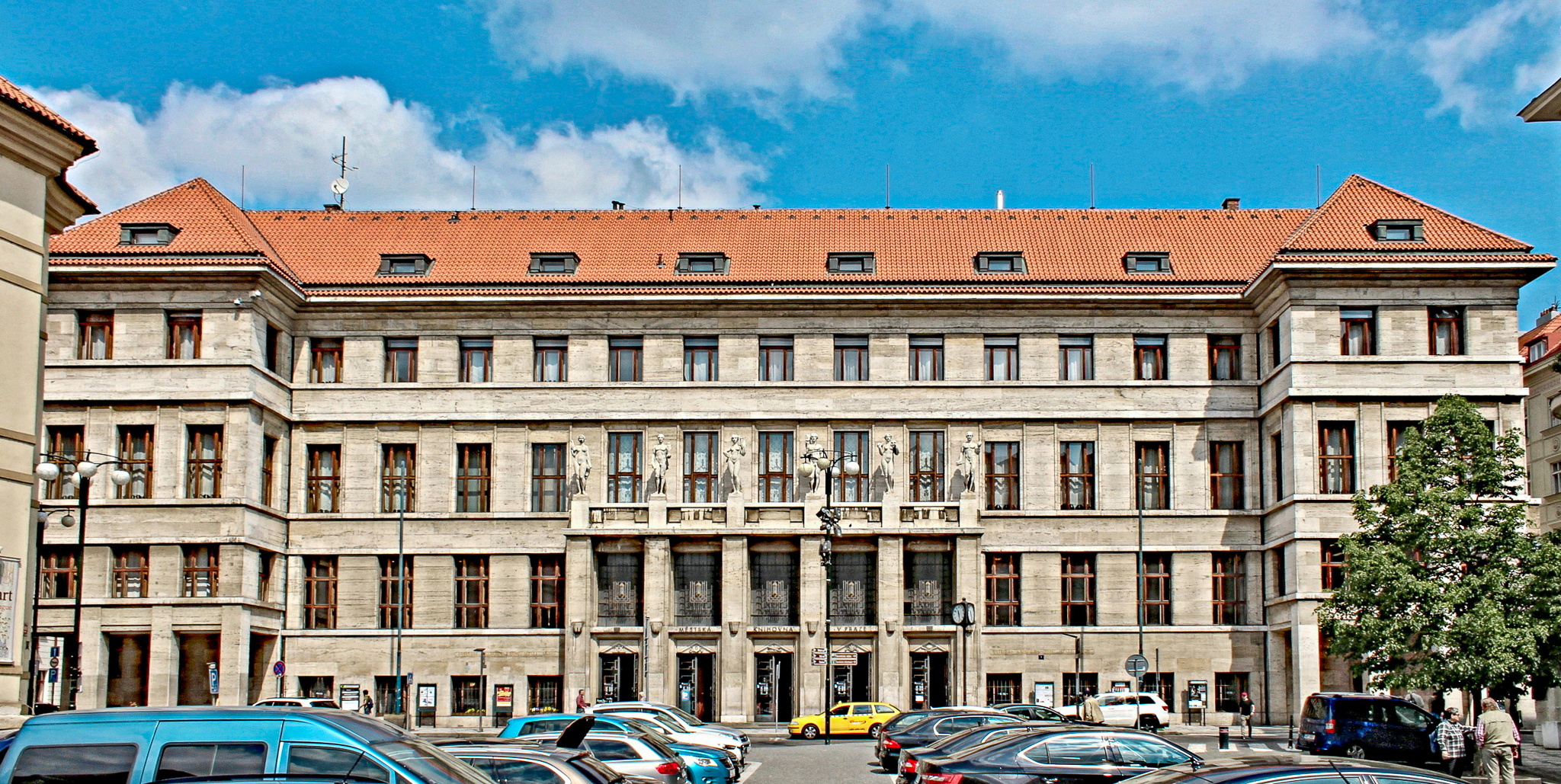
Budova pražské Městské knihovny

- Klementinum s Národní knihovnou – západní strana, východní brána s vjezdem do areálu
- Městská knihovna v Praze s rezidencí pražského primátora v nejvyšším poschodí – moderní budova architekta Františka Roitha, severní strana
- Nová radnice – sídlo magistrátu, budova architekta Osvalda Polívky – východní strana
- Clam-Gallasův palác – barokní palác, jižní strana
  - kašna Terezka – nika se sochou a kašnou vsazena do ohradní zdi u Clam-Gallasova paláce
- Trauttmannsdorfský palác – barokně-klasicistní palác, vstupní portál na nároží mezi Husovou a Seminářskou ulicí

## Okolní ulice
- Platnéřská
- Valentinská
- Linhartská – pojmenovaná po zaniklém kostele sv. Linharta
- Husova
- Seminářská

## Události
- V roce 2008, v době protestů Za Prahu kulturní, probíhaly na Mariánském náměstí demonstrace proti pražskému magistrátu, zejména proti Milanu Richterovi a kulturní politice ODS; umělecká skupina Pode Bal tehdy přelepila cedule s názvem náměstí na Mafiánské náměstí.[6]
- V letech 2020-2021 zde stály dva stany Očkovacího centra proti COVIDU
- V říjnu 2022 byly na náměstí vystaveny vraky ukrajinských aut rozstřílených Rusy, takzvaný Signal festival tak připomněl hrůzy ruské agrese na Ukrajině[7]